# Versammlungsstätte
Versammlungsstätten (auch Versammlungsorte) sind gemäß Musterbauordnung (MBO) und der Landesverordnungen über den Bau und Betrieb von Versammlungsstätten (Versammlungsstättenverordnung VStättV/VStättVO) Gebäude mit (Versammlungs-)Räumen für einzeln mehr als 200 Besucher. Sie gelten auch für Versammlungsstätten mit mehreren Versammlungsräumen, die insgesamt mehr als 200 Besucher fassen, wenn diese Versammlungsräume gemeinsame Rettungswege haben.
Anlagen im Freien mit Szenenflächen, deren Besucherbereich jeweils mehr als 1000 Besucher fassen und ganz oder teilweise aus baulichen Anlagen (z. B. Umzäunungen) bestehen, werden ebenfalls als Versammlungsstätten bezeichnet.
Sportstadien, die mehr als 5000 Besucher fassen, fallen ebenfalls in den Geltungsbereich der Versammlungsstättenverordnung.
An Versammlungsstätten werden erhöhte Anforderungen an den Brandschutz und die Flucht- und Rettungswege gestellt. Genehmigt werden sie als Sonderbauten nach Baurecht. Besonderheiten entstehen auch für die Wahl der technischen Gebäudeausrüstung, der Dekorationen und Bauteile bzw. Werkstoffe und für die Ausführung der Bestuhlung. Die jeweilige Versammlungsstättenverordnung der Bundesländer regelt zudem den Einsatz von Ordnungs- und Rettungskräften bzw. den Einsatz von Fachpersonal, Konzepten sowie Plänen in bestimmten Fällen.
In der Praxis gestaltet sich die Umsetzung der Verordnungen oftmals schwierig. Dies betrifft in Versammlungsstätten nicht nur die Besucher, sondern im Rahmen des Regelungsbereichs der Arbeitssicherheit und des Arbeitsschutzes auch die Mitarbeiter. Verantwortlich für die Sicherheit von Besuchern und Mitarbeitern ist im Sinne der Versammlungsstättenverordnung immer der Betreiber.